# 卡楚米
卡楚米（Katsuni，1979年4月9日—）是一位法国色情演员。真名为塞利娜·陳（Céline Tran），她以前经常以 Katsumi 名字出现在荧幕上，后因为一系列的姓名纠纷（Katsumi 是一个常见的日本姓名）而在2007年以后改为 Katsuni 。

## 生平
卡楚米的父亲是越南人、母亲为法国人。她最初打算做一位文学老师。后在夜总会跳艳舞期间被《阁楼》杂志的摄影师看中，推荐她去当模特。于是卡楚米决定一边做《阁楼》杂志法国版的签约女郎，一边继续学业。2002年开始涉足色情电影，并且有着不俗的表现，目前已经获得了29项各类色情电影大奖。